# Intercontinental Express
Intercontinental Express ist eine in Schwarz-Weiß gedrehte 13-teilige ARD-Serie, die 1966 – mit einer Ausnahme – jeweils montags im regionalen Vorabendprogramm des Norddeutschen Rundfunks gesendet wurde. Hergestellt wurde sie im Studio Hamburg, Produzent war Gyula Trebitsch. Die Titelmusik komponierte Manfred Hübler.

## Handlung
Die Serie zeigt in abgeschlossenen Folgen Menschen, die aus verschiedenen Gründen mit dem Intercontinental Express unterwegs sind. In 11 der 13 Folgen handelt es sich dabei um Kriminelle auf der Flucht vor der Polizei.

## Sonstiges
Entgegen der gängigen Serienpraxis gab es bei Intercontinental Express keine durchgehenden Rollen, jede Folge zeigte neue Charaktere bzw. andere Schauspieler. Obwohl lediglich 13 Folgen produziert wurden, waren drei Drehbuchautoren und elf Regisseure daran beteiligt. Die Drehbücher schrieben Fred Ignor, Christian Bock und Heinz Pauck, Regie führten u. a. Claus Peter Witt und Peter Zadek.
In den Ateliers von Studio Hamburg wurden für die Dreharbeiten große Teile eines Expresszuges nachgebaut.
Folge 12 wurde aus nicht bekannten Gründen außerplanmäßig an einem Donnerstag gesendet. Die Folgen 1 und 10 sind die beiden einzigen, die keine Kriminalgeschichte erzählen.

## Episodenliste
| Folge | Erstausstrahlung | Titel                           | Schauspieler (Auswahl)                                                                                      |
| 1     | 4. April 1966    | Reise an die Grenze             | Margot Trooger, Heinz Weiss, Kurd Pieritz, Gert Haucke, Günter Lüdke, Rudolf Möller                         |
| 2     | 18. April 1966   | Die Puppe mit dem Porzellankopf | Günther Schramm, Katharina Matz, Rolf Schimpf, Ellen Farner, Vadim Glowna, Ilse Bally                       |
| 3     | 25. April 1966   | Anschluß nach Karlsruhe         | Peter Neusser, Bruno Vahl-Berg, Tatjana Iwanow, Benno Gellenbeck                                            |
| 4     | 2. Mai 1966      | Was kosten Sie, Herr Kommissar? | Carl-Heinz Schroth, Hans Fitze, Richard Haller                                                              |
| 5     | 9. Mai 1966      | Die goldene Gitarre             | Marquard Bohm, Frank Straass                                                                                |
| 6     | 16. Mai 1966     | Die Reise nach Rom              | Erna Nitter, Günther Jerschke, Benno Hoffmann, Kerstin de Ahna                                              |
| 7     | 23. Mai 1966     | Zwei im falschen Zug            | Franz Rudnick, Verena Wiet, Karl-Heinz Gerdesmann, Gerhard Hartig                                           |
| 8     | 6. Juni 1966     | Gepäckfach 454                  | Walter Wilz, Hans Irle, Gerlach Fiedler, Jochen Blume                                                       |
| 9     | 13. Juni 1966    | Kurswagen nach Zürich           | Renate Küster, Marlene Rahn, Wolfram Schaerf, Friedrich Schütter, Manfred Reddemann                         |
| 10    | 20. Juni 1966    | Frau Neumann                    | Marga Maasberg, Helmuth Schneider, Karin Heym, Hans-Jürgen Janza                                            |
| 11    | 27. Juni 1966    | Schwester Nanni                 | Edith Schultze-Westrum, Helmut Oeser, Gerdamaria Jürgens, Kurt Klopsch, Walter Feuchtenberg, Peter Dornseif |
| 12    | 7. Juli 1966     | Des Rätsels Lösung              | Sabine Bethmann, Ivan Desny, Charles Brauer, Kurt A. Jung                                                   |
| 13    | 11. Juli 1966    | Der Kronzeuge                   | Heinz Drache, Robert Graf, Gisela Fackeldey                                                                 |

## Kritiken
Die Krimihomepage garantiert Krimispannung à la "Hafenpolizei", "Gestatten mein Name ist Cox" oder "Kommissar Freytag" und lobt insbesondere die zweite Folge ("Die Puppe mit dem Porzellankopf") als „unglaublich spannend, Regisseur Zadek schafft es, in nur 20 Minuten eine fesselnde Krimigeschichte zu erzählen.“ Kino.de kommt zu dem knappen Fazit: „Hitchcock-Spannung in Casablanca-Optik.“

## DVD-Veröffentlichung
Die gesamte Staffel ist seit 2008 auf zwei DVDs erhältlich. Einen Trailer gibt es auf YouTube zu sehen.